# Fira del Càntir
la Fira del Càntir és una fira de ceràmica i terrissa que se celebra a la vila maresmenca d'Argentona. La festa està lligada amb una gran tradició de la vila amb l'aigua i les fonts (només al municipi n'hi ha més de 200). La Fira organitza un conjunt d'activitats lligades a l'entorn de l'aigua i principalment de la ceràmica i el càntir.
Coincidint amb la Festa Major del poble, la Fira se celebra a principis d'agost anualment i des de l'any 1951, si bé els seus orígens es remunten a una pesta que va afectar la població a mitjans del segle xvii. Cada any l'organització de la fira treu al mercat un nou model de càntir per als visitants, que és afegit a la col·lecció de càntirs del Museu del Càntir, entitat completament vinculada a la fira i a l'organització i promoció d'aquesta.